# Епархия Маланга
Епархия Маланга (лат. Dioecesis Malangensis) — епархия Римско-Католической церкви с центром в городе Маланг, Индонезия. Епархия Маланга входит в митрополию Семаранга. Кафедральным собором епархии Маланга является церковь Пресвятой Девы Марии.

## История
27 апреля 1927 года Римский папа Пий XI издал бреве Nihil antiquius, которой учредил апостольскую префектуру Маланга, выделив её из апостольского викариата Батавии (сегодня — Архиепархия Джакарты).
15 марта 1939 года Римский папа Пий XII издал буллу De Malang, которой преобразил апостольскую префектуру Маланга в апостольский викариат.
3 января 1961 года Римский папа Иоанн XXIII издал буллу Quod Christus, которой преобразовал апостольский викариат Маланга в епархию.

## Ординарии епархии
- епископ Clemente van der Pas OCarm[1](19.07.1927 — 1935);
- епископ Antoine Everardo Giovanni Albers OCarm (28.01.1935 — 1.03.1973);
- епископ Francis Xavier Sudartanta Hadisumarta OCarm (1.03.1973 — 5.05.1988) — назначен епископом Маноквари-Соронга;
- епископ Herman Joseph Sahadat Pandoyoputro OCarm (15.05.1999 — по настоящее время).

## Источник
- Annuario Pontificio, Libreria Editrice Vaticana, Città del Vaticano, 2003, ISBN 88-209-7422-3
- Бреве Nihil antiquius, AAS 19 (1927), стр. 304  (лат.)
- Булла De Malang, AAS 31 (1939), стр. 213  (лат.)
- Bolla Quod Christus, AAS 53 (1961), p. 244  (лат.)